# Cyanistes cyanus flavipectus
Cyanistes cyanus flavipectus é uma subespécie de ave da família Paridae.
Pode ser encontrada nos seguintes países: Afeganistão, China, Índia, Cazaquistão, Quirguistão, Paquistão, Rússia, Tadjiquistão, Turquemenistão e Uzbequistão.
Os seus habitats naturais são: florestas temperadas.